# Schoolboys in Disgrace
Schoolboys in Disgrace è un album discografico del gruppo rock britannico The Kinks, pubblicato nel 1975 dalla RCA Records.

## Descrizione
Secondo le note presenti sul retro della copertina del disco, la trama dell'operetta raccontata nell'album è la seguente:

C'era una volta un piccolo scolaretto cattivo. Lui e la sua gang facevano sempre scherzi pesanti agli insegnanti e si comportavano da bulli con gli altri bambini della scuola. Un giorno il ragazzino si cacciò in guai seri con una scolaretta cattiva e venne mandato dal preside che decise di svergognare il ragazzaccio e la sua banda davanti all'intera scuola.

Dopo la punizione il carattere del ragazzo si indurì ulteriormente. Forse non fu conseguenza della punizione il suo cambiamento ma il fatto che egli realizzò come le persone facenti parte dell'autorità costituita avrebbero sempre cercato di punirlo e che l'Establishment lo avrebbe sempre rimesso al suo posto. Lui sapeva di non poter cambiare il passato ma giurò che in futuro avrebbe sempre ottenuto quello che voleva. Il ragazzino cattivo crebbe... e diventò Mr Flash.

Mr Flash era il nome del cattivo dell'opera rock opera dei Kinks Preservation (pubblicata in due parti come Preservation: Act 1 e Preservation: Act 2).

## Copertina
L'illustrazione di copertina è opera di Mickey Finn dei T. Rex. Successivamente la copertina venne inserita nella lista del New Musical Express delle "50 peggiori copertine di album di sempre".

## Tracce
Lato 1
1. Schooldays - 3:31
2. Jack the Idiot Dunce - 3:19
3. Education - 7:07
4. The First Time We Fall in Love - 4:01

Lato 2
1. I'm in Disgrace - 3:21
2. Headmaster - 4:03
3. The Hard Way - 2:35
4. The Last Assembly - 2:45
5. No More Looking Back - 4:27
6. Finale - 1:02

## Formazione
- Ray Davies: voce, chitarra, piano
- Dave Davies: chitarra solista, voce
- Mick Avory: batteria
- John Dalton: basso
- John Gosling: tastiere
- John Beecham: trombone
- Alan Holmes: sax
- Nick Newell: sax tenore
- Pamela Travis: cori
- Debbie Doss: cori
- Shirley Roden: cori